# Christine Maertin
Christine Maertin, geborene Christine Ober, (* 23. Oktober 1960 in Finsterwalde) ist eine ehemalige deutsche Badmintonspielerin.

## Leben
Sie erlernte das Badmintonspiel in ihrem Heimatort Tröbitz beim dortigen Verein Aktivist gemeinsam mit ihrer Zwillingsschwester Carmen. Mit ihr gewann sie im Damendoppel fünf Titel bei DDR-Nachwuchs- und Juniorenmeisterschaften. Zwei Titel im Mixed und ein Einzeltitel komplettieren ihre Medaillensammlung bei Nachwuchsmeisterschaften. Schon als vierzehnjährige Mädchen wurden die Ober-Zwillinge Stammspieler im Oberliga-Team von Fortschritt Tröbitz und trugen zu fünf Silbermedaillengewinnen bis 1980 bei. 1978 konnte Christine Ober ihren ersten und einzigen internationalen Titel gewinnen: Sie war bei den Polnischen Internationalen Meisterschaften im Damendoppel gemeinsam mit Monika Cassens erfolgreich. 1978 und 1981 hatten die Ober-Schwestern mit Bronze bei den DDR-Meisterschaften der Erwachsenen ihre größten Erfolge in den Einzeldisziplinen. Zwei dritte Ränge mit dem Team folgten 1981 und 1982. Christine, nun verheiratet als Maertin, gewann 1985 und 1986 noch einmal Bronze und Silber in der Oberliga. Bis 1990 war sie weiter in der ersten Tröbitzer Mannschaft aktiv, bevor sie mit der Wende nach Franken übersiedelte.
Christine Maertin lebt noch heute in Eggolsheim-Bammersdorf.

## Sportliche Erfolge
| Veranstaltung                    | Saison    | Disziplin   | Platz | Name |
| -------------------------------- | --------- | ----------- | ----- | --- |
| DDR-Einzelmeisterschaft AK 10/11 | 1972/1973 | Dameneinzel | 1     | Christine Ober (Fortschritt Tröbitz) |
| DDR-Einzelmeisterschaft AK 10/11 | 1972/1973 | Damendoppel | 1     | Christine Ober / Carmen Ober (Fortschritt Tröbitz) |
| DDR-Einzelmeisterschaft AK 10/11 | 1972/1973 | Mixed       | 2     | Eberhard Rosanka / Christine Ober (Motor Dresden-Neustadt / Fortschritt Tröbitz) |
| DDR-Einzelmeisterschaft AK 12/13 | 1973/1974 | Mixed       | 2     | Michael Lehmann / Christine Ober (TSG Lübbenau / Fortschritt Tröbitz) |
| DDR-Einzelmeisterschaft AK 12/13 | 1973/1974 | Dameneinzel | 3     | Christine Ober (Fortschritt Tröbitz) |
| DDR-Einzelmeisterschaft AK 12/13 | 1973/1974 | Damendoppel | 1     | Christine Ober / Carmen Ober (Fortschritt Tröbitz) |
| DDR-Einzelmeisterschaft AK 12/13 | 1974/1975 | Dameneinzel | 1     | Christine Ober (Fortschritt Tröbitz) |
| DDR-Einzelmeisterschaft AK 12/13 | 1974/1975 | Damendoppel | 1     | Christine Ober / Carmen Ober (Fortschritt Tröbitz) |
| DDR-Mannschaftsmeisterschaft     | 1974/1975 | Mannschaft  | 2     | Fortschritt Tröbitz (Klaus Katzor, Joachim Schimpke, Roland Riese, Klaus Skobowsky, Harald Richter, Rena Scheithauer, Christine Ober, Carmen Ober)                                      |
| DDR-Einzelmeisterschaft AK 12/13 | 1974/1975 | Mixed       | 2     | Michael Huber / Christine Ober (Medizin Luckau / Fortschritt Tröbitz) |
| DDR-Einzelmeisterschaft AK 16/17 | 1975/1976 | Damendoppel | 2     | Carmen Ober / Christine Ober (Fortschritt Tröbitz) |
| DDR-Einzelmeisterschaft AK 16/17 | 1975/1976 | Dameneinzel | 2     | Christine Ober (Fortschritt Tröbitz) |
| DDR-Einzelmeisterschaft AK 12/13 | 1976/1977 | Dameneinzel | 3     | Christine Ober (Fortschritt Tröbitz) |
| DDR-Einzelmeisterschaft AK 16/17 | 1976/1977 | Dameneinzel | 3     | Christine Ober (Fortschritt Tröbitz) |
| DDR-Einzelmeisterschaft AK 14/15 | 1976/1977 | Damendoppel | 1     | Carmen Ober / Christine Ober (Fortschritt Tröbitz) |
| DDR-Einzelmeisterschaft AK 16/17 | 1976/1977 | Mixed       | 1     | Jens Scheithauer / Christine Ober (Einheit Dorfchemnitz / Fortschritt Tröbitz) |
| DDR-Einzelmeisterschaft AK 16/17 | 1976/1977 | Damendoppel | 1     | Carmen Ober / Christine Ober (Fortschritt Tröbitz) |
| DDR-Mannschaftsmeisterschaft     | 1976/1977 | Mannschaft  | 2     | Fortschritt Tröbitz (Frank-Thomas Seyfarth, Joachim Schimpke, Roland Riese, Klaus Skobowsky, Harald Richter, Christine Ober, Carmen Ober)                                               |
| DDR-Einzelmeisterschaft AK 16/17 | 1977/1978 | Mixed       | 1     | Ullrich Rutsatz / Christine Ober (Motor Zittau / Fortschritt Tröbitz) |
| DDR-Einzelmeisterschaft          | 1977/1978 | Damendoppel | 3     | Carmen Ober / Christine Ober (Fortschritt Tröbitz) |
| DDR-Einzelmeisterschaft AK 16/17 | 1977/1978 | Damendoppel | 2     | Carmen Ober / Christine Ober (Fortschritt Tröbitz) |
| DDR-Einzelmeisterschaft AK 16/17 | 1977/1978 | Dameneinzel | 2     | Christine Ober (Fortschritt Tröbitz) |
| DDR-Mannschaftsmeisterschaft     | 1977/1978 | Mannschaft  | 2     | Fortschritt Tröbitz (Frank-Thomas Seyfarth, Joachim Schimpke, Roland Riese, Klaus Skobowsky, Harald Richter, Christine Ober, Carmen Ober)                                               |
| DDR-Mannschaftsmeisterschaft     | 1978/1979 | Mannschaft  | 2     | Fortschritt Tröbitz (Frank-Thomas Seyfarth, Joachim Schimpke, Roland Riese, Klaus Skobowsky, Harald Richter, Christine Ober, Carmen Ober)                                               |
| DDR-Einzelmeisterschaft          | 1978/1979 | Damendoppel | 3     | Carmen Ober / Christine Ober (Fortschritt Tröbitz) |
| DDR-Einzelmeisterschaft AK 16/17 | 1978/1979 | Dameneinzel | 3     | Christine Ober (Fortschritt Tröbitz) |
| DDR-Einzelmeisterschaft AK 16/17 | 1978/1979 | Damendoppel | 3     | Carmen Ober / Christine Ober (Fortschritt Tröbitz) |
| DDR-Einzelmeisterschaft AK 16/17 | 1978/1979 | Mixed       | 3     | Ullrich Rutsatz / Christine Ober (Robur Zittau / Fortschritt Tröbitz) |
| DDR-Mannschaftsmeisterschaft     | 1979/1980 | Mannschaft  | 2     | Fortschritt Tröbitz (Frank-Thomas Seyfarth, Joachim Schimpke, Roland Riese, Klaus Skobowsky, Harald Richter, Christine Ober, Carmen Ober)                                               |
| DDR-Mannschaftsmeisterschaft     | 1980/1981 | Mannschaft  | 3     | Fortschritt Tröbitz (Frank-Thomas Seyfarth, Joachim Schimpke, Roland Riese, Klaus Skobowsky, Harald Richter, Christine Ober, Carmen Ober)                                               |
| DDR-Einzelmeisterschaft          | 1980/1981 | Damendoppel | 3     | Carmen Ober / Christine Ober (Fortschritt Tröbitz) |
| DDR-Mannschaftsmeisterschaft     | 1981/1982 | Mannschaft  | 3     | Fortschritt Tröbitz (Frank-Thomas Seyfarth, Joachim Schimpke, Roland Riese, Klaus Skobowsky, Harald Richter, Christine Ober, Carmen Ober)                                               |
| DDR-Einzelmeisterschaft          | 1981/1982 | Mixed       | 3     | Frank-Thomas Seyfarth / Christine Ober (Fortschritt Tröbitz) |
| DDR-Einzelmeisterschaft          | 1982/1983 | Damendoppel | 3     | Christine Ober / Petra Tobien (Fortschritt Tröbitz / Kühlautomat Berlin) |
| DDR-Mannschaftsmeisterschaft     | 1982/1983 | Mannschaft  | 3     | Fortschritt Tröbitz (Joachim Schimpke, Roland Riese, Frank-Thomas Seyfarth, Thomas Dittrich, Harald Richter, René Born, Christine Ober, Carmen Ober, Annemarie Seemann, Petra Schubert) |
| DDR-Studentenmeisterschaft       | 1982/1983 | Damendoppel | 2     | Carmen Prinz / Christine Ober (Fortschritt Tröbitz) |
| DDR-Studentenmeisterschaft       | 1982/1983 | Dameneinzel | 3     | Christine Ober (Fortschritt Tröbitz) |
| DDR-Mannschaftsmeisterschaft     | 1984/1985 | Mannschaft  | 3     | Fortschritt Tröbitz (Frank-Thomas Seyfarth, Jens Scheithauer, Joachim Schimpke, Thomas Dittrich, Harald Richter, Petra Schubert, Christine Maertin)                                     |
| DDR-Mannschaftsmeisterschaft     | 1985/1986 | Mannschaft  | 2     | Fortschritt Tröbitz (Frank-Thomas Seyfarth, Joachim Schimpke, Jens Scheithauer, Klaus Skobowsky, Petra Schubert, Christine Maertin)                                                     |